# Alan White
Alan White (Anglia, Pelton, 1949. június 14. – 2022. május 26.) angol dobos, a progresszív rock egyik legnagyobb együttese, a Yes tagja, aki megfordult John Lennon, George Harrison, Joe Cocker, valamint Ginger Baker oldalán. Ezenkívül a The Ventures tagjaként is szerepelt.